# Jia Ruskaja
Jia Ruskaja, pseudonimo di Evgenija Fëdorovna Borisenko (in russo Евгения Фёдоровна Борисенко?; Kerč', 6 gennaio 1902 – Roma, 19 aprile 1970), è stata una danzatrice, coreografa e insegnante russa naturalizzata italiana, fondatrice nel 1940 della Regia Scuola di Danza (oggi Accademia nazionale di danza).

## Biografia
Fuggì dalla Russia appena dopo la Rivoluzione d'ottobre, in compagnia del padre, un ufficiale dell'esercito imperiale russo. Dopo gli studi di danza intrapresi in Crimea, passò alla Facoltà di Medicina all'Università di Ginevra. Sposò nel 1920 Evans Daniel Pole, da cui ebbe un figlio. Arrivò in Italia nel 1921, dove si unì in matrimonio con Aldo Borelli, direttore del Corriere della Sera, ottenendo poi la cittadinanza italiana nel 1935. Lo pseudonimo "Jia Ruskaja" (Я Руская), che significa "Io sono Russa", fu usato per la prima volta da Anton Giulio Bragaglia.
Iniziò il lavoro artistico con un recital di "azioni mimiche e danze", e in seguito, al Teatro dell'Esposizione di Milano, interpretò Sumitra di Carlo Clausetti: apparve poi nel film Giuditta e Oloferne di Baldassarre Negroni. Ma non smise di danzare e negli anni Trenta aprì alcune scuole a Milano. Alla fine potrà contare su un teatro all'aperto di oltre 2000 posti. Si dedicò anche alla coreografia, creando la Danza del sacrificio, dall'Ifigenia in Aulide su musica di Ildebrando Pizzetti (1935) e Il Ratto di Persefone, su musica di Ennio Porrino (1937). Una sua scuola vinse il "lauro" d'argento alle Olimpiadi di Berlino del 1936.
Nel 1940 fondò la Regia Scuola di danza, riservata alle donne - inizialmente annessa all'Accademia d'arte drammatica e divenuta autonoma nel 1948 con la denominazione di Accademia Nazionale di Danza - che dirigerà sino alla morte.
La sua tomba si trova nel cimitero acattolico di Testaccio a Roma.

## Riconoscimenti
Fra i vari:
- Premio Minerva d'Oro nel 1962
- Premio Internazionale Isabella d'Este nel 1965.

## Opere
- La danza come un modo d'essere, prefazione di Marco Ramperti, Milano, I.R.A.G., 1927; ristampa Milano, Alpes, 1928.
- Precisazione sulla ginnica della Danza intesa come elemento base dell'educazione fisica femminile, «Il Cigno» n. 2, 1953, pp. 57-59.

## Filmografia
- Scuola di danze classiche e di ginnastica ritmica di Yia Ruskaja (sic) al Teatro dal Verme, in Stramilano presentato da Za Bum, regia di Corrado d'Errico, muto, 1929, 16 minuti.
- Fanciulle e danze. Dimostrazione dei metodi didattici della Scuola di danze classiche di Yia Ruskaja in Milano, Coreografie di Jia Ruskaja, regia di Angelo Jannarelli e Guido Albertelli, s.d. [1940-41], 39 minuti (il filmato documenta le seguenti coreografie della Ruskaja: Ottocento romantico, Momento musicale, Salomé, Prima lettera d'amore, Mattinata boschereccia).
- La scuola d'arte di Jia Ruskaja, «La Settimana INCOM», n. 261, 10 marzo 1949 (Archivio Istituto Luce).
- Jia Ruskaja. La danza come modo di essere, regia e coreografia di Jia Ruskaja, 25', sonoro, anni '50.